# Челич
Челич (босн. і хорв. Čelić, серб. Челић) — місто на північному сході Боснії і Герцеговини, на території Федерації Боснії і Герцеговини, центр однойменної громади в Тузланському кантоні. За даними останнього югославського перепису 1991 року, місто налічувало 3 215 жителів, згідно з боснійським переписом 2013 року, населення міста становило 3 593 особи.

## Історія
Перед війною у Боснії та Герцеговині Челич входив до складу югославського муніципалітету Лопаре. Частина муніципалітету, яку контролювала Армія Республіки Боснії і Герцеговини, 10 березня 1994 р. стала муніципалітетом Челич.

## Відомі уродженці
- Расім Делич — начальник Генерального штабу Армії Республіки Боснії і Герцеговини, командувач Армії Федерації Боснії і Герцеговини.